# 'Elisiva Fusipala Tauki'onetuku
'Elisiva Fusipala Tauki'onetuku, conosciuta come Fusipala (Nuku'alofa, 26 luglio 1912 – Sydney, 21 aprile 1933), è stata una principessa tongana, figlia del re George Tupou II e della regina 'Anaseini Takipō.

## Biografia

### Nascita e infanzia

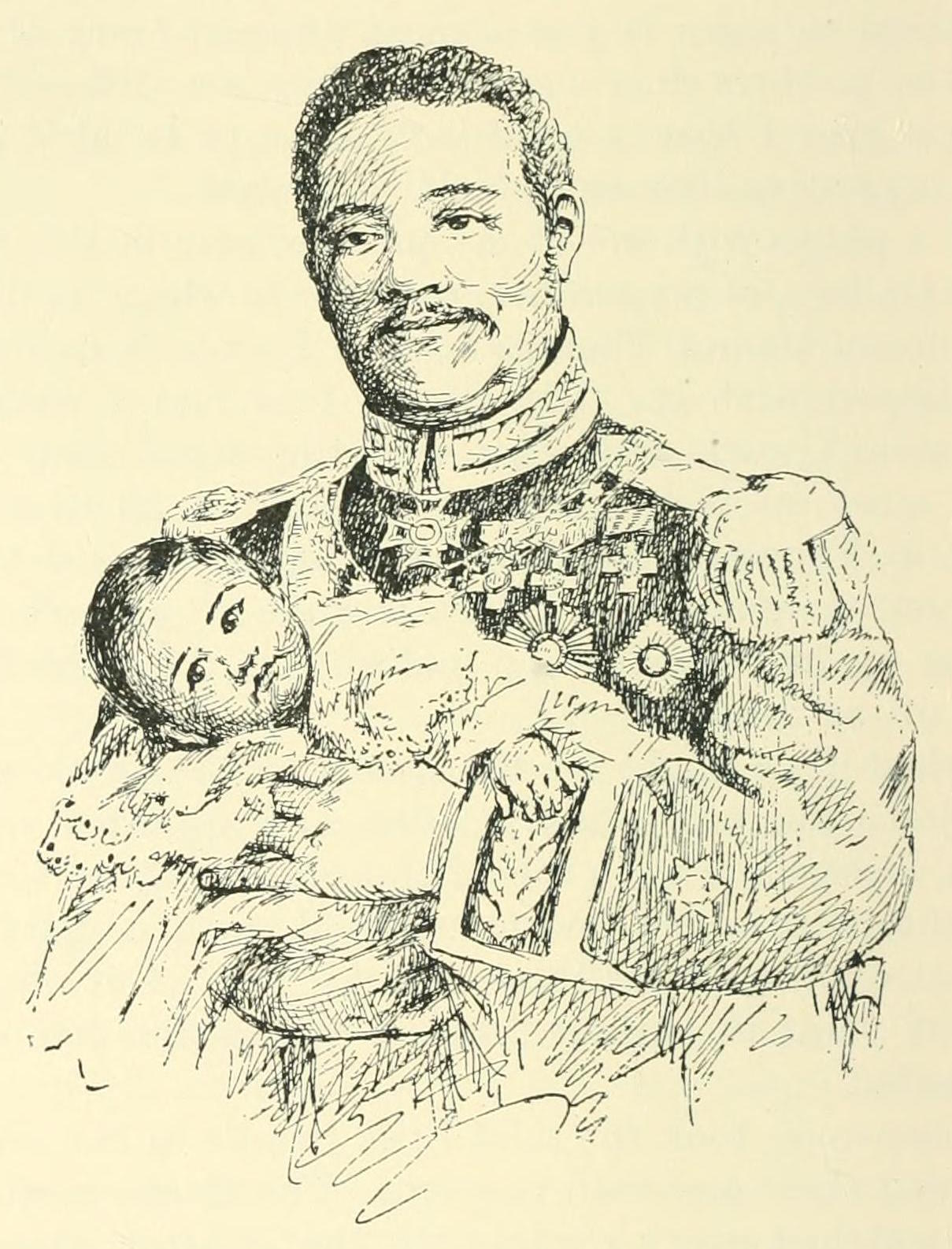
'Elisiva ritratta con il padre da Agnes Gardner King nell'ottobre 1912

La principessa 'Elisiva nacque il 26 luglio 1912 nel palazzo reale di Tonga a Nuku'alofa. Nacque dal re George Tupou II di Tonga e dalla sua seconda moglie, 'Anaseini Takipō. Da un primo matrimonio del padre con Lavinia Veiongo ebbe una sorellastra, Sālote Mafile‘o Pilolevu, che in assenza di eredi maschi salì al trono con il nome di Sālote Tupou III. Ebbe anche una sorella maggiore, 'Elisiva Fusipala Tauki'onelua, morta di convulsioni nel 1911 poco dopo la sua nascita. Entrambe le sorelle vennero chiamate come la loro nonna paterna, 'Elisiva Fusipala Tauki'onelua, nipote a sua volta di George Tupou I. 
Suo padre morì a causa di una malattia il 5 aprile 1918 e sua madre il 26 novembre dello stesso anno dopo aver contratto l'influenza spagnola. Dopo la morte di entrambi i genitori venne quindi messa sotto tutela della sorellastra, che di lì a poco sarebbe ufficialmente salita al trono.

### Educazione

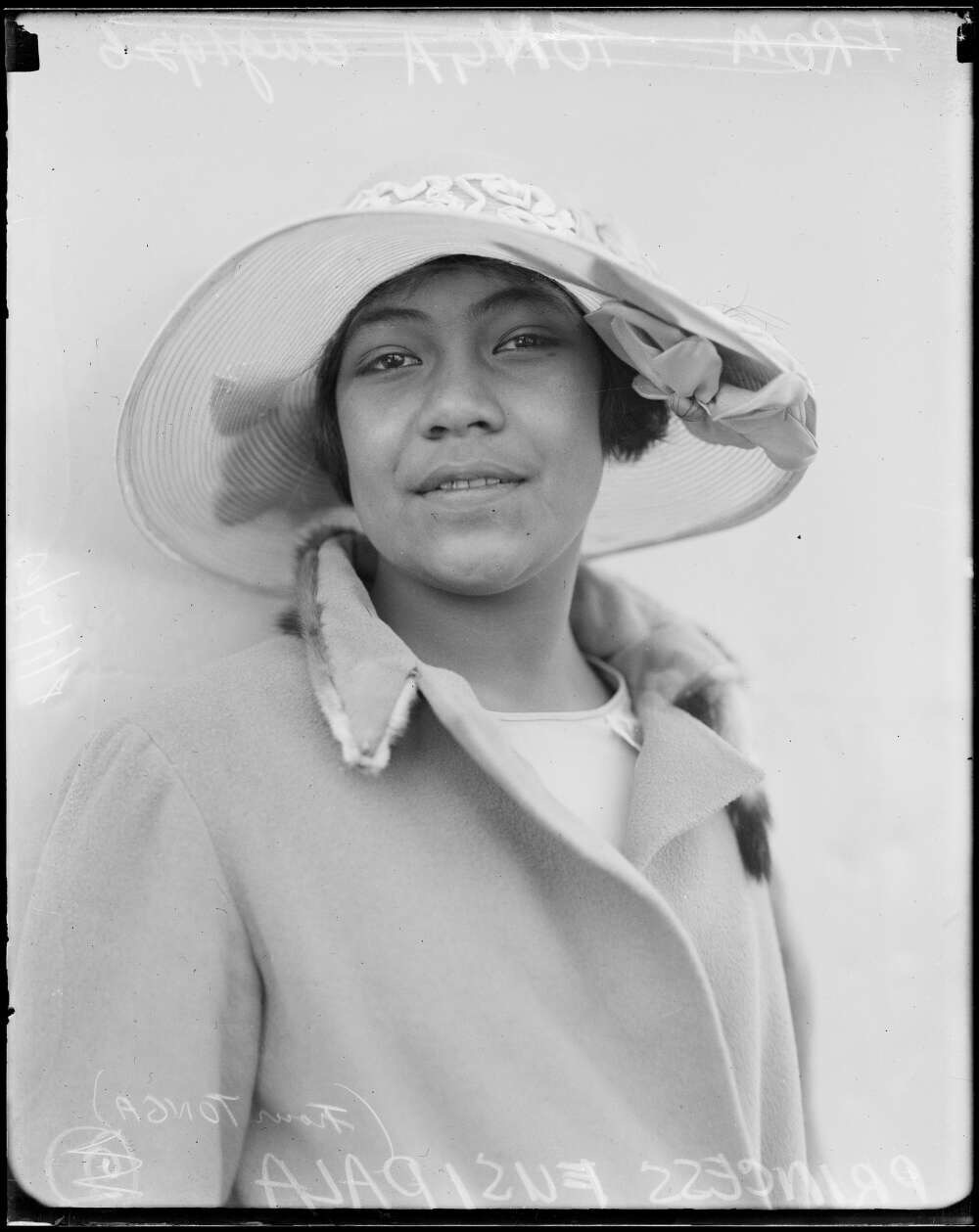
Ritratto fotografico della principessa Fusipala, agosto 1926

Fu educata all'estero: nel 1920 fu mandata in Nuova Zelanda a studiare all'Anglican Diocesan School for Girls, una rinomata scuola femminile anglicana nel sobborgo di Epsom, ad Auckland, e in seguito continuò la sua educazione in Australia, presso il Methodist Ladies' College di Melbourne, una scuola metodista femminile dove iniziò a sviluppare la sua eccezionale bravura da pianista.

### Ritorno in patria

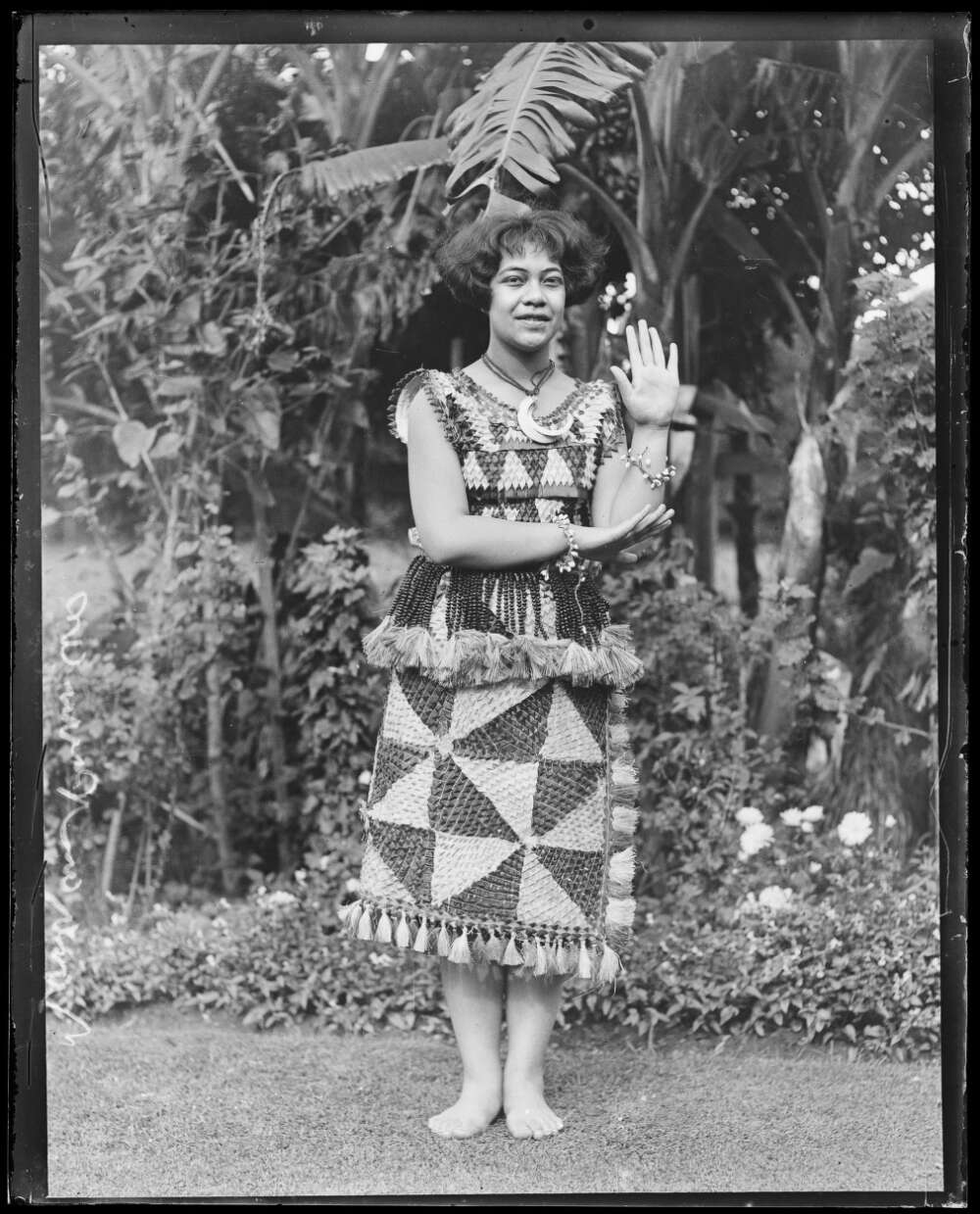
Fusipala in un giardino nel Nuovo Galles del Sud, 1926

Dopo il ritorno in patria, molti suoi parenti materni iniziarono a volerla come regina al posto della sorellastra Sālote. Così, per cercare di elevare la sua importanza, vennero inviati molti pretendenti di alto rango sociale a chiedere di sposarla. Tra questi ci furono Siaosi Tangata-'o-Ha'amea nel 1930, ultimo della sua dinastia a essere capo di Vava'u, e George Cakobau, governatore generale delle Figi sotto il regno di Elisabetta II. Nel frattempo il suo stato di salute si indeboliva sempre di più e dopo che una sua zia la costrinse a fidanzarsi, con il sostegno della sorellastra, rifiutò di sposarsi.

### Morte
La principessa Fusipala, ormai malata, intraprese un viaggio in Australia per curarsi. Il 21 aprile 1933, a soli 20 anni, morì di peritonite al Burwood Private Hospital di Sydney, alla presenza del cognato, il principe Viliami. Dopo che il suo corpo fu imbalsamato e trasportato nella natia Nuku'alofa, venne tumulato a Mala'ekula, il cimitero della famiglia reale.

## Titolo e trattamento
- 26 luglio 1912 –21 aprile 1933: Sua Altezza Reale, la principessa 'Elisiva di Tonga

## Ascendenza
|                                                   |     |                          | Genitori               |  |  | Nonni |  |  | Bisnonni                                        |  |  | Trisnonni      |  |
|                                                   |     |                          |                        |  |  |       |  |  | Siaosi Fatafehi Filiaipulotu, III Tu'i Pelehake |  |  | George Tupou I |  |
|                                                   |     |                          |                        |  |  |       |  |  | Siaosi Fatafehi Filiaipulotu, III Tu'i Pelehake |  |  | George Tupou I |  |
|                                                   |     | ...                      |                        |  |  |       |  |  | Siaosi Fatafehi Filiaipulotu, III Tu'i Pelehake |  |  |                |  |
| Sia'osi Fatafehi Toutaitokotaha, IV Tu'i Pelehake |     |                          |                        |  |  |       |  |  | Siaosi Fatafehi Filiaipulotu, III Tu'i Pelehake |  |  |                |  |
|                                                   |     | Sālote Mafile'o Pilolevu | ...                    |  |  |       |  |  |                                                 |  |  |                |  |
|                                                   |     | Sālote Mafile'o Pilolevu | ...                    |  |  |       |  |  |                                                 |  |  |                |  |
|                                                   |     | Sālote Mafile'o Pilolevu | ...                    |  |  |       |  |  |                                                 |  |  |                |  |
| George Tupou II                                   |     | Sālote Mafile'o Pilolevu |                        |  |  |       |  |  |                                                 |  |  |                |  |
|                                                   |     | Tēvita 'Unga             | George Tupou I         |  |  |       |  |  |                                                 |  |  |                |  |
|                                                   |     | Tēvita 'Unga             | George Tupou I         |  |  |       |  |  |                                                 |  |  |                |  |
|                                                   |     | Tēvita 'Unga             | Kalolaine Fusimatalili |  |  |       |  |  |                                                 |  |  |                |  |
| 'Elisiva Fusipala Tauki'onetuku                   |     | Tēvita 'Unga             |                        |  |  |       |  |  |                                                 |  |  |                |  |
|                                                   |     | Fifita Vava'u            | ...                    |  |  |       |  |  |                                                 |  |  |                |  |
|                                                   |     | Fifita Vava'u            | ...                    |  |  |       |  |  |                                                 |  |  |                |  |
|                                                   |     | Fifita Vava'u            | ...                    |  |  |       |  |  |                                                 |  |  |                |  |
| 'Elisiva Fusipala Tauki'onetuku                   |     | Fifita Vava'u            |                        |  |  |       |  |  |                                                 |  |  |                |  |
|                                                   | ... | ...                      |                        |  |  |       |  |  |                                                 |  |  |                |  |
|                                                   | ... | ...                      |                        |  |  |       |  |  |                                                 |  |  |                |  |
|                                                   | ... | ...                      |                        |  |  |       |  |  |                                                 |  |  |                |  |
| Tēvita Ula Afuha'amango                           | ... |                          |                        |  |  |       |  |  |                                                 |  |  |                |  |
|                                                   |     | ...                      | ...                    |  |  |       |  |  |                                                 |  |  |                |  |
|                                                   |     | ...                      | ...                    |  |  |       |  |  |                                                 |  |  |                |  |
|                                                   |     | ...                      | ...                    |  |  |       |  |  |                                                 |  |  |                |  |
| 'Anaseini Takipō                                  |     | ...                      |                        |  |  |       |  |  |                                                 |  |  |                |  |
|                                                   |     | ...                      | ...                    |  |  |       |  |  |                                                 |  |  |                |  |
|                                                   |     | ...                      | ...                    |  |  |       |  |  |                                                 |  |  |                |  |
|                                                   |     | ...                      | ...                    |  |  |       |  |  |                                                 |  |  |                |  |
| Siosiana Tongovua Tae Manusā                      |     | ...                      |                        |  |  |       |  |  |                                                 |  |  |                |  |
|                                                   |     | ...                      | ...                    |  |  |       |  |  |                                                 |  |  |                |  |
|                                                   |     | ...                      | ...                    |  |  |       |  |  |                                                 |  |  |                |  |
|                                                   |     | ...                      | ...                    |  |  |       |  |  |                                                 |  |  |                |  |
|                                                   |     | ...                      |                        |  |  |       |  |  |                                                 |  |  |                |  |